# Strażacy
Strażacy – polski serial obyczajowo-sensacyjny wyreżyserowany przez Macieja Dejczera emitowany od 28 lutego 2015 do 7 maja 2016 na antenie TVP1. 

## Fabuła
Serial opisuje perypetie aspiranta Adama Wojnara (Maciej Zakościelny), który pracuje w jednostce zawodowej straży pożarnej w Warszawie. Podczas jednej z akcji mężczyzna działa wbrew rozkazom szefa, starszego kapitana Boryckiego (Jakub Wesołowski). Współpracownik Adama, Wojtek Lewicki (Maciej Mikołajczyk), zostaje ranny, a przełożeni oskarżają Wojnara o porzucenie kolegi oraz niesubordynację i wysyłają na przymusowy urlop. Proponują, aby poprowadził szkolenia w Ochotniczej Straży Pożarnej w Żyrardowie. Życie młodszego kapitana Wojnara staje na głowie, a na dodatek jego narzeczona, Kamila (Weronika Rosati), wyjeżdża do Stanów Zjednoczonych. Na prowincji mężczyzna poznaje prezesa OSP Witolda Michalaka (Olaf Lubaszenko), radiowca jednostki Darka (Michał Żurawski) oraz naczelniczkę ochotników, samotną matkę Magdę Konarską (Marta Ścisłowicz).

## Obsada
| Aktor                | Rola                                |
| -------------------- | ----------------------------------- |
| Maciej Zakościelny   | młodszy kapitan Adam Wojnar         |
| Weronika Rosati      | Kamila Miłek, narzeczona Adama      |
| Olaf Lubaszenko      | Witold Michalak, prezes OSP         |
| Jakub Wesołowski     | kapitan Rafał Borycki               |
| Jacek Lenartowicz    | brygadier Jerzy Kosmala             |
| Marta Ścisłowicz     | Magdalena Konarska                  |
| Michał Żurawski      | Dariusz Rudnik, radiowiec jednostki |
| Sebastian Fabijański | Maciej Zajda                        |
| Michał Czernecki     | Kazimierz Gruszka                   |
| Mateusz Janicki      | starszy ogniomistrz Radosław Kosik  |
| Maciej Mikołajczyk   | aspirant sztabowy Wojciech Lewicki  |
| Dawid Zawadzki       | starszy strażak Bogusław Walczak    |
| Patrycja Soliman     | Renata Lewicka, żona Wojtka         |

## Lista odcinków
| Seria | Sezon       | Odcinki    | Premiera       | Zakończenie  | Emisja       | Średnia oglądalność |
| ----- | ----------- | ---------- | -------------- | ------------ | ------------ | ------------------- |
| 1.    | wiosna 2015 | 1–10 (10)  | 28 lutego 2015 | 16 maja 2015 | sobota 20.25 | 2 328 183           |
| 2.    | wiosna 2016 | 11–20 (10) | 5 marca 2016   | 7 maja 2016  | sobota 20.25 | 1 483 803           |

## Oglądalność
Pierwszą obejrzało średnio 2,33 mln widzów, drugą – 1,48 mln.
| Odcinek             | I seria                    | II seria                  |
| ------------------- | -------------------------- | ------------------------- |
| 1                   | 3 335 916 (28 lutego 2015) | 1 654 135 (5 marca 2016)  |
| 2                   | 2 596 032 (7 marca 2015)   | 1 751 575 (12 marca 2016) |
| 3                   | 2 811 352 (14 marca 2015)  | 1 498 178 (19 marca 2016) |
| 4                   | (21 marca 2015)            | 1 570 878 (26 marca 2016) |
| 5                   | (28 marca 2015)            | (2 kwietnia 2016)         |
| 6                   | (11 kwietnia 2015)         | (9 kwietnia 2016)         |
| 7                   | (18 kwietnia 2015)         | (16 kwietnia 2016)        |
| 8                   | (2 maja 2015)              | (23 kwietnia 2016)        |
| 9                   | (9 maja 2015)              | (30 kwietnia 2016)        |
| 10                  | (16 maja 2015)             | (7 maja 2016)             |
| Średnia oglądalność | 2 328 183                  | 1 483 803                 |